# Hail to the Thief
Hail to the Thief is het zesde studioalbum van de Engelse band Radiohead.

## Omschrijving
De titel zou verwijzen naar de krappe verkiezingsoverwinning van George Bush in 2000. Wanneer een Amerikaanse president ergens binnentreedt is het gebruikelijk om de mars "Hail to the Chief" te spelen. Toen Bush zijn tegenkandidaat Al Gore nipt versloeg, maakten critici hier wel "Hail to the thief" van. Radiohead heeft elke link tussen de albumtitel en deze verkiezingsoverwinning altijd tegengesproken.
Het in Los Angeles opgenomen album verschilt enigszins van de twee voorgaande albums Kid A en Amnesiac, in die zin, dat er weer meer invloeden merkbaar zijn uit eerdere albums zoals The Bends en OK Computer. Het album werd van tevoren aangekondigd als radicaal anders dan zijn twee directe voorgangers, maar ook op Hail to the Thief zijn er nog genoeg elektronische invloeden merkbaar, zodat de verwantschap met Kid A en Amnesiac zeker merkbaar is. Het album kan dus gezien worden als een poging een synthese te bereiken tussen de diverse periodes (de complexe rockmuziek in de jaren negentig en de elektronische ondoorgrondelijkheid sinds 2000) in het verleden van de band. Een paar songs op het album dateren uit de jaren 90, zoals "Sit down. Stand up." en "I will", dat waarschijnlijk is geïnspireerd op het bloedbad in de schuilplaats van Amiriyah in 1991, dat op zanger Thom Yorke diepe indruk had gemaakt.
Als eerste single werd There There uitgebracht, een nummer dat niet had misstaan op de inmiddels legendarische rockplaat OK Computer. Daarna volgde Go to sleep, een van de nummers waarop de band weer eens goed gebruikmaakt van de gitaren die haar vroege werk zo kenmerken. Nummers als Backdrifts en The Gloaming zijn dan weer erg elektronisch, terwijl een nummer als Sit Down, Stand Up of A Punch Up at a Wedding ergens daar tussenin zitten.

## Het lekken naar internet
Net als Kid A, lekte ook Hail to the thief naar het internet. Dit keer was de band erg ontevreden, omdat het album in een ruwe versie lekte. Dat was ook duidelijk hoorbaar. De band riep op om het album niet te downloaden en haar het genoegen te gunnen het publiek de geperfectioneerde versies van de nummers te presenteren.

## Tracks
Alle nummers zijn geschreven door Radiohead en hebben een (bijnaam)
1. 2 + 2 = 5 (The Lukewarm) – 3:19
2. Sit Down, Stand Up (Snakes & Ladders) – 4:19
3. Sail to the Moon (Brush the Cobwebs out of the Sky) – 4:18
4. Backdrifts (Honeymoon is Over) – 5:22
5. Go to Sleep (Little Man being Erased) – 3:21
6. Where I End and You Begin (The Sky is Falling in) – 4:29
7. We suck Young Blood (Your Time is up) – 4:56
8. The Gloaming (Softly Open our Mouths in the Cold) – 3:32
9. There There (The Boney King of Nowhere) – 5:23
10. I Will (No man's Land) – 1:59
11. A Punchup at a Wedding (No no no no no no no no) – 4:57
12. Myxomatosis (Judge, Jury & Executioner) – 3:52
13. Scatterbrain (As Dead as Leaves) – 3:21
14. A Wolf at the Door (It Girl.  Rag Doll.) – 3:23